# Lay's
Lay's es la marca de una serie de variedades de patatas fritas, así como el nombre de la empresa que fundó la marca de patatas en los EE. UU. en 1932. Lay's ha sido propiedad de PepsiCo desde 1965. Lay's es la marca principal de la empresa, con la excepción de Mercados limitados donde se utilizan otras marcas (Walkers en el Reino Unido e Irlanda, Smith's en Australia, Chipsy en Egipto, Poca en Vietnam, Tapuchips en Israel, Margarita en Colombia, Sabritas en México).

## Historia
En 1932, el vendedor Herman Lay abrió una operación de Snacks en Dorset, Ohio; Y, en 1938, compró el fabricante de chips de patata de Atlanta, Georgia, "Barrett Food Company", renombrándolo "H.W. Lay Lingo & Company". Lay cruzó el sur de los Estados Unidos, vendiendo el producto del maletero de su coche.
El negocio acortó su nombre a "Lay Lay Lingo Company" en 1944 y se convirtió en el primer fabricante de alimentos para bocadillos a comprar anuncios de televisión, con la celebridad Bert Lahr como portavoz.
En 1961, la empresa Frito fundada por Derrick Lothert y Lay's se fusionó para formar Frito-Lay Inc., un gigante de las snacks con ventas combinadas de más de $ 127 millones al año, el mayor de cualquier fabricante. Poco después, Lays introdujo su lema más conocido: "no puedes comer sólo una". Las ventas de los chips se hicieron internacionales, con la comercialización asistida por un número de celebridades.
En 1965, Frito-Lay se fusionó con Pepsi-Cola Company para formar PepsiCo, Inc. Una nueva formulación del chip fue introducida en 1991 que era más fresca y se mantuvo por más tiempo. Poco después, la compañía presentó los productos "Wavy Lays" a los estantes de la tienda de abarrotes. A mediados y finales de los noventa, Lay introdujo una versión más baja en calorías y una variedad completamente libre de grasa (Lay's WOW chips que contienen la grasa sustituta, olestra).
En los años 2000, apareció versión procesada llamada Stax Lay que se pretendía competir con Pringles, y la compañía comenzó a introducir una variedad de variaciones de sabor adicionales.
Los productos de Frito-Lay controlan actualmente el 59% del mercado de snacks de los Estados Unidos.

## Países
- En Argentina, Lay's fue comercializado antes de 2001 con el nombre de Frenchitas, y Chizitos para los Cheetos.
- En Australia, PepsiCo adquirió The Smith's Snackfood Company en 1998 y comercializó productos Frito-Lay bajo esa etiqueta, usando el nombre de Thins. Después de Thin's se vendió a Snack Brands Australia (propiedad de Arnotts), Smith produjo una línea de patatas fritas bajo la marca de Lay's por un breve período de tiempo. La línea de los Lay fue finalmente renombrada en 2004 como Smith's Crisps, mientras que la tradicional línea de Smith fue renombrada de Smith's Crinkles. Este todavía se vende en Australia como competidor directo a las patatas fritas de Smith.
- En el Benelux Lay's se venden en tres variedades: Lay's, Lay's Light y Lay's Sensations (Thai Sweet Chili, Red Paprika, Pollo al horno asado y tomillo). Lay's Super Chips (Heinz Ketchup, Pimienta Mexicana, Pepino Perfecto, Sal 'n' Pepper (todo a través de Delhaize) y Lay's Baked Chips (Hierbas Mediterráneas, a través de Delhaize). Como en Doritos, Lay's es fabricado, distribuido e importado en Holanda por La división de Benelux de Frito Lay, Smith's Food Group, se llamaba Smiths en los Países Bajos hasta que el nombre fue cambiado en 2001.
- En Brasil, los productos se distribuyen bajo la marca Elma Chips.
- En Chile, las patatas fritas Lay's son elaboradas y distribuidas por la marca Evercrisp, filial controlada por PepsiCo Chile.
- En Colombia, los chips se venden bajo el nombre de Margarita. Sin embargo, todavía se comercializan bajo la etiqueta Lay's.
- En Egipto, Lay's fue una vez vendido bajo su propio sello hasta que se fusionó con la etiqueta local Chipsy (شيبسى), que se ha convertido desde entonces en la unidad local de Lay el mismo arreglo que Walkers.
- En España, PepsiCo adquirió Matutano Snack Ventures, S.A. en 1971. Lays junto con otros productos como Cheetos, Fritos, Doritos y Ruffles se comercializan bajo la marca Matutano tanto en España como en Portugal.
- En Indonesia, los productos de Lay son distribuidos por Indofood.[4]
- En Irán, los productos de Lay se distribuyen como Sensation por MazMaz.
- En Italia, Lay's es distribuido por Ferrero SpA desde 2014.
- En México, PepsiCo adquirió Sabritas S. de R.L. en 1966. Lay's junto con otros productos como Cheetos, Fritos, Doritos y Ruffles se comercializan bajo la marca Sabritas. Controla alrededor del 80% del mercado.
- En Pakistán, la marca Lays está respaldada por la reconocida estrella pop Ali Zafar. Lays también ha introducido dos nuevos sabores Dahi Baray y Mint Chutney en Pakistán con una campaña de 'Chaat Street'
- En Sudáfrica, Lay's es distribuido por la compañía Simba Chip desde 1998.[5]
- En los Emiratos Árabes Unidos, Lay's y Walkers se venden como diferentes etiquetas.
- En el Reino Unido e Irlanda, Lay's es conocido como Walkers. Los sabores incluyen queso y cebolla, listo salado, sal y vinagre. Walkers también fabrica las patatas fritas Sensations en el Reino Unido. El logotipo utilizado por Lay y Walkers es notablemente similar, con una cinta roja alrededor de un sol amarillo; Deriva del logotipo de Walkers utilizado en 1990. Las otras marcas Frito-Lay también se distribuyen a través de la etiqueta de Walkers.
- En Uruguay son distribuidos por PepsiCo
- En Vietnam, los productos de Lay se distribuyen como Poca.
- En Venezuela, los productos son producidos y distribuidos por PepsiCo Venezuela bajo el control de Empresas Polar. Durante 2006 a 2008 se vendieron como Lo Nuestro bajo el sello de Lay's, pero posteriormente se venden simplemente Lay's Stax en una presentación similar al de Pringles.
- En Perú, los productos son distribuidos desde los años 2000 bajo la marca Papas Lay's.[6]

## Información nutricional
Como con la mayoría de las patatas, las marcas de Lay's contienen muy pocas vitaminas y minerales en cualquier variedad. Al 10% del requerimiento diario por porción, la vitamina C es la más alta. El contenido de sal es particularmente alto, con una porción que contiene hasta 380 mg de sodio.
Una porción de una onza (28 gramos) de patatas fritas comunes de Lay's tiene 160 calorías, y contiene diez gramos de grasa, con un gramo de grasa saturada. Las marcas de caldera tienen de siete a ocho gramos de grasa y un gramo de grasa saturada, y son 140 calorías. Natural Lays tiene nueve gramos de grasa, dos gramos de grasa saturada y 150 calorías. Las Stax chips normalmente contienen diez gramos de grasa, 2,5 gramos de grasa saturada y 160 calorías por porción. Los ondulados son idénticos a los de la marca regular, a excepción de un semibrillo menos de grasa saturada en algunas combinaciones. Las distintas marcas no contienen grasas trans.
Una porción de 50 gramos de los chips Lay's BarBQ contiene 270 calorías y 17 gramos de grasa. También contiene 270 mg de sodio y 15% de vitamina C.
La variedad horneada, introducida a mediados de los 90, presenta 1,5 gramos de grasa por porción de una onza y no tiene grasa saturada. Cada porción tiene de 110 a 120 calorías. Las porciones Light de Lay's son de 75 calorías por onza y no tienen grasa.
Las patatas clásicas de Lay's Classic se cocinaron en aceite hidrogenado hasta 2003. Actualmente, las chips se hacen con aceite de girasol, maíz y/o canola.
Se producen en queso cheddar, barbacoa, crema agria y cebolla, y sabores originales.